# Секс на куково лято
„Секс на куково лято“ (на английски: Blockers) е щатски секс комедиен филм от 2018 г. на режисьор Кей Кенън в режисьорския му дебют, по сценарий на Браян и Ким Кехоу, с участието на Джон Сина, Лесли Ман и Айк Баринхолц. Премиерата на филма е на 6 април 2018 г. от „Юнивърсъл Пикчърс“.

## Актьорски състав
| Актьор                | Роля                                                  |
| --------------------- | ----------------------------------------------------- |
| Лесли Ман             | Лиса Декър, самотната майка на Джули                  |
| Джон Сина             | Мичъл Манъс, силният баща на Кейла                    |
| Айк Баринхолц         | Хънтър Локууд, разведеният баща на Сам                |
| Катрин Нютън          | Джули Декър, дъщеря на Лиса                           |
| Джералдин Висванатхан | Кейла Манъс, дъщеря на Мичъл и Марси                  |
| Гидиън Адлън          | Сам Локууд, дъщеря на Хънтър                          |
| Рамона Йънг           | Анджелика, тръпката на Сам                            |
| Греъм Филипс          | Остин, гадже на Джули                                 |
| Майлс Робинс          | Конър Алдрих, ухажорът на Кейла.                      |
| Джими Белинджър       | Чад                                                   |
| Колтън Дън            | Руди, шофьор на лимузина                              |
| Сараю Блу             | Марси Манъс, съпруга на Мичъл и майка на Кейла.       |
| Гари Коул             | Рон, съпруг на Кати и баща на Остин                   |
| Джина Гершон          | Кати, съпруга на Рон и майка на Остин                 |
| Джун Даян Рафаел      | Бренда Локууд, майка на Сам и бивша съпруга на Хънтър |
| Ханибал Бърес         | Франк, съпруг на Бренда и пастрок на Сам              |
| Джейк Пикинг          | Тайлър                                                |

## Продукция
Снимките започват на 2 май 2017 г. в Атланта, Джорджия. По време на снимките, Айк Баринхолц страда от нараняване на шията докато изпълнява падаща каскада.

## В България
В България филмът е пуснат на същата дата от „Форум Филм България“.
На 16 август 2021 г. е излъчен премиерно по „Би Ти Ви Синема“ в понеделник от 20:00 ч. Дублажът е записан в студио „Ви Ем Ес“. Екипът се състои от:
| Озвучаващи артисти  | Ирина Маринова Петя Абаджиева Ани Василева Станислав Димитров Мартин Герасков |
| Преводач            | Силвия Вълкова                                                                |
| Тонрежисьор         | Сибин Златарев                                                                |
| Режисьор на дублажа | Веселина Стоилова                                                             |